# 水野トビオ
水野 トビオ（みずの とびお、1966年1月26日 - ）は、日本の漫画家。静岡県出身。血液型Ｂ型。
1988年、講談社ヤングマガジン月間新人賞で大賞を受賞してデビュー。
翌年より受賞作を『WORKING CLASS』と改題してヤングマガジン誌上にて連載開始。

## 作品
- WORKING CLASS（週刊ヤングマガジン 1989年 - 1990　全4巻）
- まなびや（週刊ヤングマガジン 1991年　全1巻）
- パッパカパー（原作:史村翔　週刊ヤングマガジン 1992年 - 1994年　全9巻）
- ラフストーリー（原作:史村翔　週刊ヤングマガジン 1997年　全2巻）
- フーセン（原作:史村翔　ヤングマガジンアッパーズ 1999年　全2巻）
- まいど御愁SHOW様!!（月刊ヤングマガジン 2002年 - 2003年　全2巻　巻末には、読み切り『カラス対人間』と『WORKING CLASS 外伝』も掲載）
- スロプロ始めました。（協力:井上いちろう）
- パチスロミリオンキング（2004年 - 2006年）
- パチスロ貧乏バトル!（2007年 カルト・コミックス　全1巻）
- 所沢ストローク（パチンコ10番勝負 2008年 - 2009年）
- 博多青春ロック野郎 バカチン（原作:朝倉誠一 Beaglee 2010年）
- 所沢フルウェイト（パチスロ激魂 2011年）
- 俺たちはプロじゃない（原作:井上いちろう 漫画パチンコ777 2012年 - ）